# Bergbau im Kreis Heinsberg

Städte und Gemeinden im Kreis Heinsberg

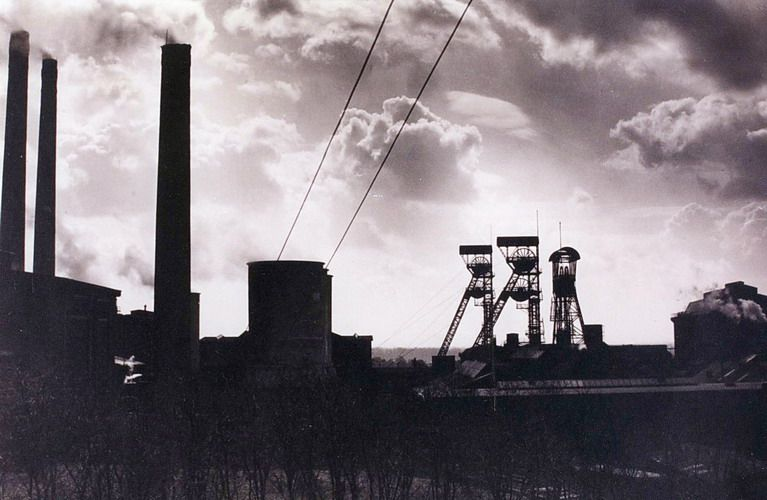
Schacht 1–3 der Zeche Sophia-Jacoba, ca. 1950

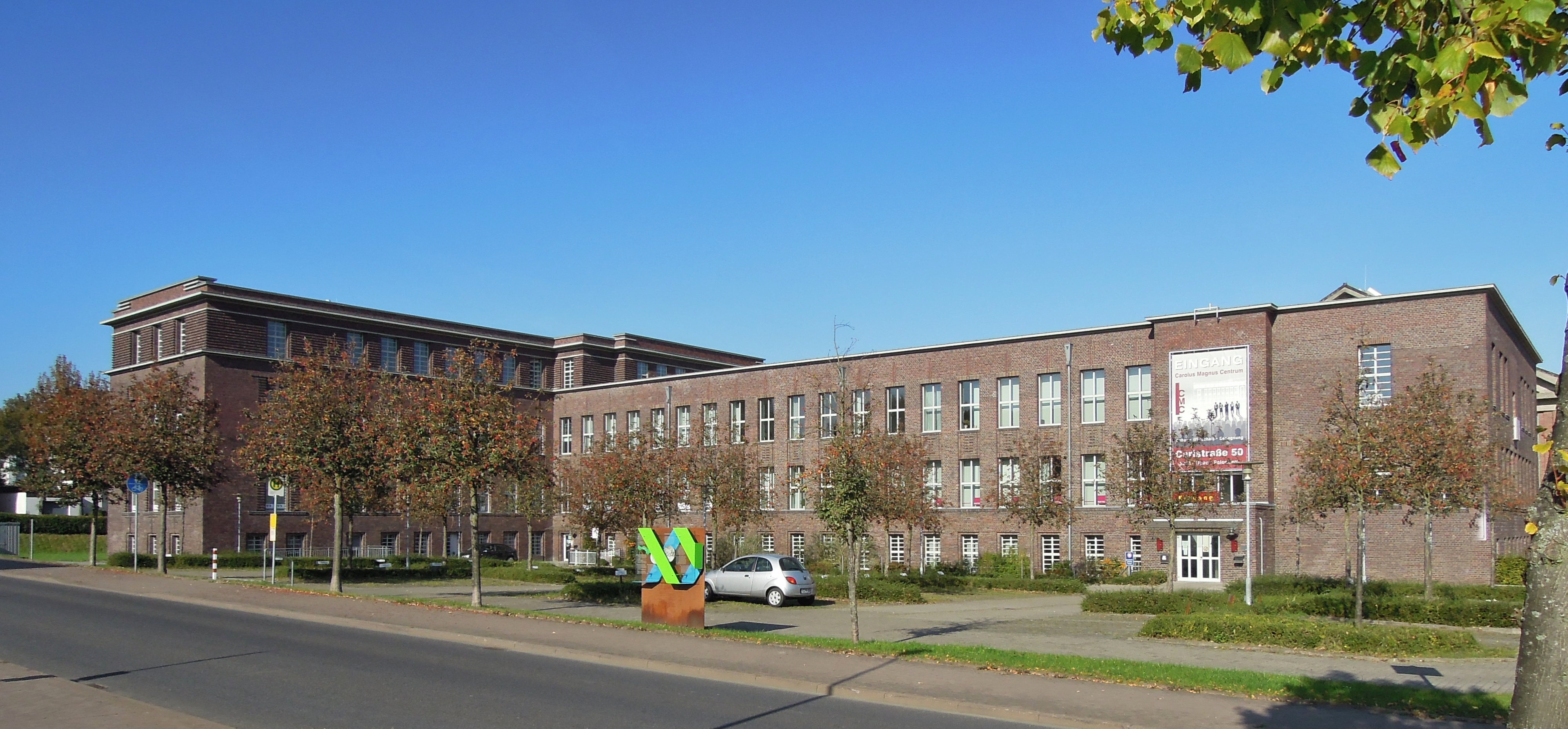
Hauptverwaltungsgebäude der Zeche Carolus Magnus, 2011

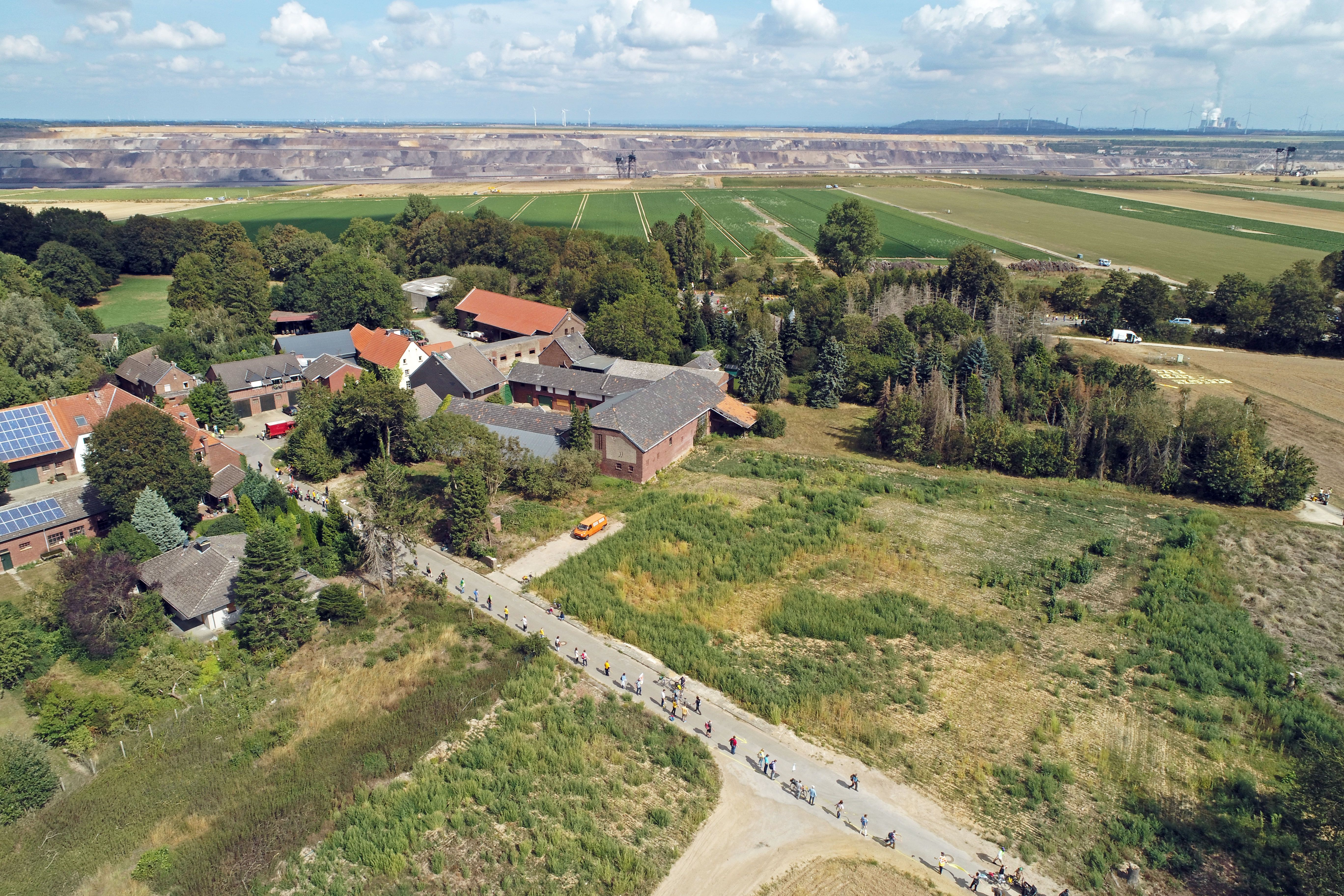
Menschenkette bei Lützerath, 2020

Der Bergbau im Kreis Heinsberg fokussiert sich auf die Förderung von Steinkohle und Braunkohle.

## Geschichte
Das Steinkohlevorkommen des Erkelenzer Horsts wird zum Aachener Revier gezählt. Friedrich Honigmann wies durch Bohrungen 1885 in der Gegend von Hückelhoven Steinkohle in einer Teufe von 180 bis 220 Metern nach. Die Steinkohle wurde von 1914 bis 1997 gefördert. Die Zeche Carolus-Magnus hatte 1930 3.320 Beschäftigte; die Zeche Sophia-Jacoba hatte 1959 den Höchststand von 5669 Beschäftigten. Ab 1912 wurden Werkssiedlungen errichtet; so stammten 1990 etwa 40 % des gesamten Wohnungsbestandes von Übach-Palenberg aus dem Werksiedlungsbau der Gewerkschaft Carolus Magnus und der Aachener Bergmannsiedlungsgesellschaft. 2008 schloss die Bricketfabrik. Zu den Relikten des Steinkohlebergbaus zählen die Halde Carolus Magnus, die Millicher Halde und die Ratheimer Halde.
Auf dem Gebiet des Kreises liegt das Westfeld des Braunkohle-Tagebaus Garzweiler. Betroffen ist unter anderem der Ort Lützerath im Raum Erkelenz.

## Liste
Steinkohle
| Name                 | Revier               | Lage            | Beginn | Ende | Anmerkungen                                                                                        |
| -------------------- | -------------------- | --------------- | ------ | ---- | -------------------------------------------------------------------------------------------------- |
| Grube Carolus Magnus | Wurmrevier           | Übach-Palenberg | 1919   | 1962 | Doppelschachtanlage.                                                                               |
| Zeche Sophia-Jacoba  | Hückelhovener Revier | Hückelhoven     | 1914   | 1997 | Sechs Schächte; galt ab 1960 bis zur Aufgabe des Betriebes als modernste Steinkohlenzeche Europas. |

Braunkohle
| Name               | Kreis/Städteregion                                   | Anmerkungen |
| ------------------ | ---------------------------------------------------- | --- |
| Tagebau Garzweiler | Rhein-Erft-Kreis, Rhein-Kreis Neuss, Kreis Heinsberg | Entstanden aus dem Zusammenschluss von Frimmersdorf-Süd und Frimmersdorf-West, 2006 erweitert zu Garzweiler II, in Betrieb. |